# Шкиль, Андрей Васильевич
Андре́й Васи́льевич Шкиль (укр. Андрі́й Васи́льович Шкіль) (родился 26 ноября 1963 года во Львове, УССР) — украинский политический деятель и журналист. Народный депутат IV, V, VI созывов. Бывший председатель «УНА-УНСО», президент «Фонда украино-европейских инициатив».

## Образование
В 1988 году окончил Львовский медицинский институт, фармацевтический факультет. В 1997 году — Львовский государственный университет имени Ивана Франко, факультет журналистики. Владеет украинским, русским, польским, английским и французским языками.

## Журналистская и политическая карьера
В 1989 году вошёл в состав редколлегии газеты «Україна молода». В том же году был избран заместителем главы Союза независимой украинской молодежи (СНУМ). Глава Львовской областной организации Украинской народной ассамблеи. В январе 1992 стал главным редактором еженедельника «Голос нації». В том же году в составе взвода УНА-УНСО уехал воевать в Приднестровье, награжден медалью "Защитнику Приднестровья".
С марта 1996 года — глава пропагандистской референтуры УНА. С апреля 1996 — автор и ведущий телевизионной программы «Наша справа» на «TV-Табачук». С мая 1999 по ноябрь 2001 — глава Центрального провода УНА-УНСО (УНСО — Украинская народная самооборона), а с июня 2002 — глава УНА-УНСО.
В феврале 2001 был членом совета акции «Украина без Кучмы», за что в марте был арестован и провёл год под арестом в следственных изоляторах СБУ и МВД. Освободился благодаря избранию в парламент и поддержке БЮТ. Вследствие нахождения в СИЗО попал в «чёрный список» лиц с непогашенными судимостями, который составил министр внутренних дел ?
, накануне парламентских выборов в 2006 году.
На парламентских выборах 2002 года победил в одном из округов во Львове как самовыдвиженец, вошёл во фракцию Блока Юлии Тимошенко. Возглавлял подкомитет по вопросам подготовки законопроектов Комитета ВР по вопросам законодательного обеспечения правоохранительной деятельности. В 2004 уже принимал активное участие в «оранжевой революции». В 2005 вступил в партию Юлии Тимошенко «Батьківщина».
На парламентских выборах 2006 и 2007 годов снова избирался народным депутатом Украины от БЮТ. В Верховной Раде V созыва был заместителем главы Комитета иностранных дел. В Верховной Раде VI созыва возглавил подкомитет по вопросам евроинтеграции и евроатлантического сотрудничества Комитета по иностранным делам.
Автор сборника статей «Ветер Империи» (1998).

## Награды
- Орден «За заслуги» III степени (26 июня 2006)[3]
- «Знак почёта» Министерства обороны Украины

## Семья
Жена Зоряна Зиновьевна (1968 г.р.) — модельер.